# Champsocephalus gunnari
Champsocephalus gunnari Lönnberg, 1905 è un pesce bentopelagico presente nell'Oceano Australe e nelle zone più meridionali dell'Oceano Atlantico. Si incontra prevalentemente nelle acque al largo delle isole Heard e McDonald, delle Kerguelen e di isole dell'Atlantico meridionale quali la Georgia del Sud e Bouvet. È presente anche nelle acque lungo la penisola antartica settentrionale. Si incontra dal livello del mare fino a 700 m di profondità, ma è più frequente a profondità comprese tra 30 e 250 m.

## Tassonomia
C. gunnari venne descritto per la prima volta nel 1905 dallo zoologo svedese Einar Lönnberg a partire da un esemplare proveniente dalla Georgia del Sud. L'epiteto specifico commemora l'archeologo, geologo e paleontologo Johan Gunnar Andersson, che guidò la spedizione Nordenskjöld-Larsen, durante la quale venne raccolto l'olotipo.

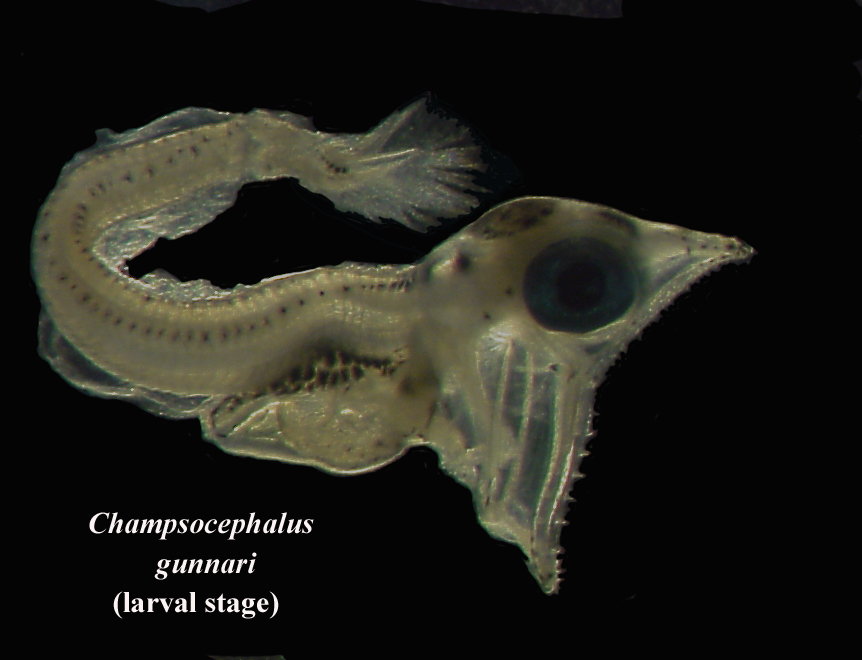
Stadio larvale.

## Descrizione
C. gunnari ha un corpo allungato, a forma di fuso, con branchie biancastre e colore argento-bluastro. Ha il muso allungato e una grande bocca munita di piccoli denti. Le pinne dorsali sono nere negli adulti e le seconde pinne caudali e le pinne anali dei maschi adulti hanno margini bianchi caratteristici. Può raggiungere i 66 cm di lunghezza, ma generalmente le sue dimensioni si aggirano sui 35 cm. Il peso massimo registrato è di 2,0 kg. Gli esemplari che vivono intorno alle Kerguelen sono decisamente più piccoli: non superano mai i 45 cm di lunghezza totale.

## Biologia
Questa specie ha una durata di vita massima di 15 anni e si nutre di krill (che costituisce più del 95% della dieta nelle aree più meridionali) e mysidi. Cattura anche pesci lanterna, almeno nelle acque della Georgia del Sud e delle Kerguelen. È a sua volta predata da uccelli marini, foche e altri nototeni. C. gunnari pratica la migrazione verticale quotidiana e vive in banchi. Raggiunge la maturità sessuale all'età di 3-4 anni, ha una riproduzione sincrona e depone le uova durante l'autunno e l'inverno australi. I maschi sessualmente maturi hanno una pinna dorsale parecchio più alta rispetto alle femmine. Quando è il momento di deporre le uova, questi pesci si spostano verso la costa, dove le femmine depongono da 10000 a 20000 grandi uova che rimangono sul fondo del mare per circa tre mesi prima di schiudersi. La schiusa ha luogo tra agosto e ottobre nella Georgia del Sud e in ottobre intorno alle Kerguelen. Le larve hanno una lunga fase pelagica.

## Rapporti con l'uomo
C. gunnari ha carni leggermente oleose, ma dal sapore delicato, di eccellente qualità, ed è una specie di importanza commerciale: nel 2007 ne furono pescate 4364 tonnellate. Viene catturato soprattutto con la pesca a strascico. A causa della pesca eccessiva paraticata in passato (nel solo 1978 ne furono sbarcate più di 168000 tonnellate), l'Organizzazione delle Nazioni unite per l'alimentazione e l'agricoltura (FAO) classifica questa specie come «impoverita», anche se il Marine Stewardship Council ha certificato la pesca intorno all'isola Heard come sostenibile e ben gestita dal 2006.